# Morrisons

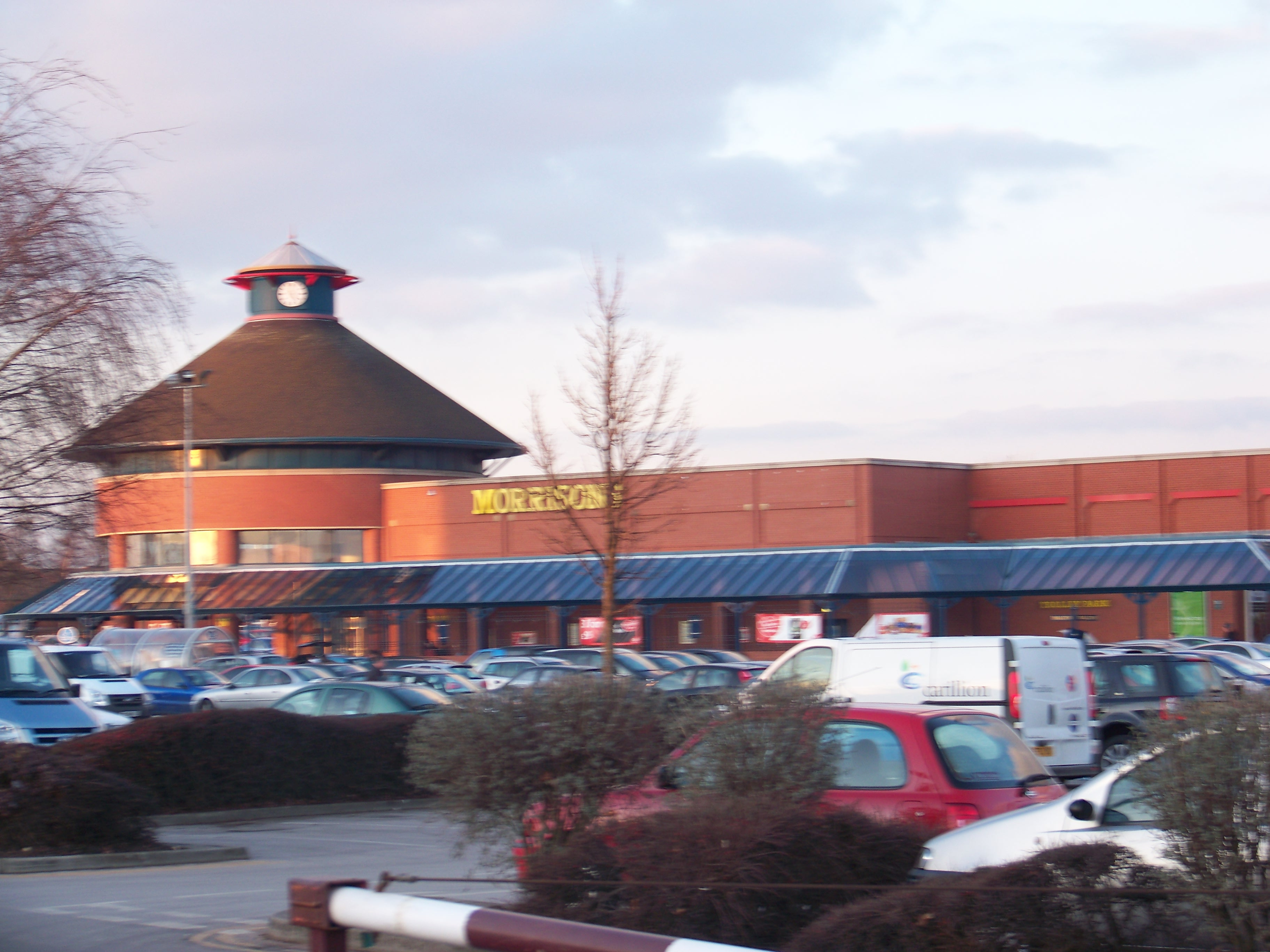
Morrisons, Hunslet, Leeds.

Morrisons är en stormarknadskedja i Storbritannien ägd av företaget Wm Morrison Supermarkets plc. Företaget bildades 1899 av William Morrison i Bradford och börsintroducerades 1967 på London Stock Exchange.
Morrisons köpte år 2004 Safeway, som var en livsmedelskedja som hade butiker i Skottland och södra England. Efter uppköpet av Safeway 2004, profilerades Safeway om till Morrisons. Ett antal butiker såldes till konkurrenter för att uppköpet skulle godkännas av det brittiska konkurrensverket (Competition Commission). Totalt har företaget i dagsläget över 420 butiker och en marknadsandel på 11,1 %.